# Przedstok

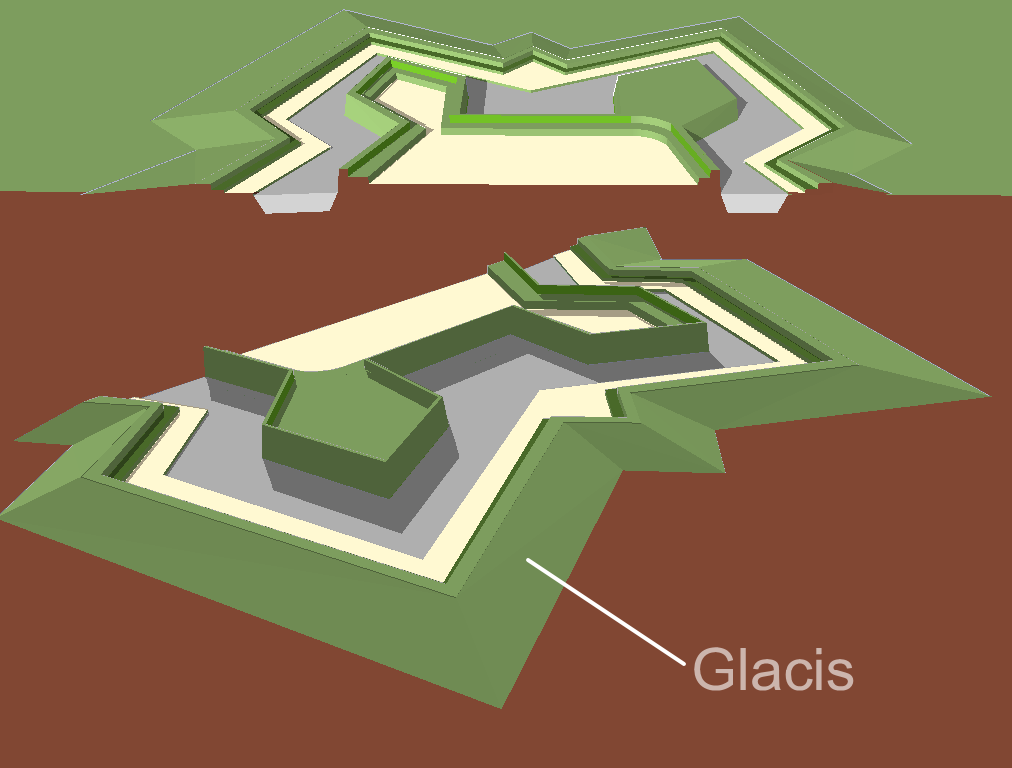
Schemat przedstawiający położenie przedstoku (glacis)

Przedstok (ang. glacis) – w inżynierii wojskowej sztuczny stok, będący częścią systemu obronnego średniowiecznego zamku lub pierwszych nowoczesnych fortec. Może być wykonany z ziemi, jako struktura tymczasowa, lub z kamieni, jako konstrukcja stała.
Etymologia tego francuskiego słowa sugeruje, że pochyłość jest niebezpiecznie śliska (fr. glacier – lodowiec).

## Starożytne fortyfikacje

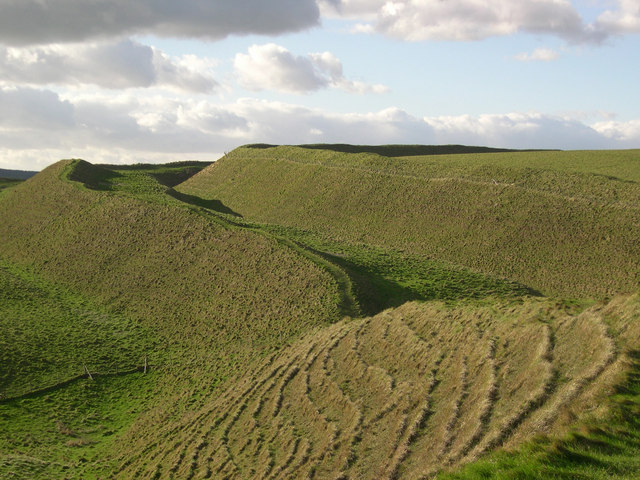
Mury obronne i fosy Maiden Castle – fortu z epoki żelaza

Przedstok może również występować w antycznych fortecach, jak np. zbudowanej przez starożytnych Egipcjan w Semnie w Nubii. Pochyłość uniemożliwiała machinom oblężniczym wroga zniszczenie murów obronnych twierdzy.
W niektórych antycznych grodziskach, np. w Maiden Castle na terenie dzisiejszej Wielkiej Brytanii, miały wysokość 25 m.

## Fortyfikacje średniowieczne

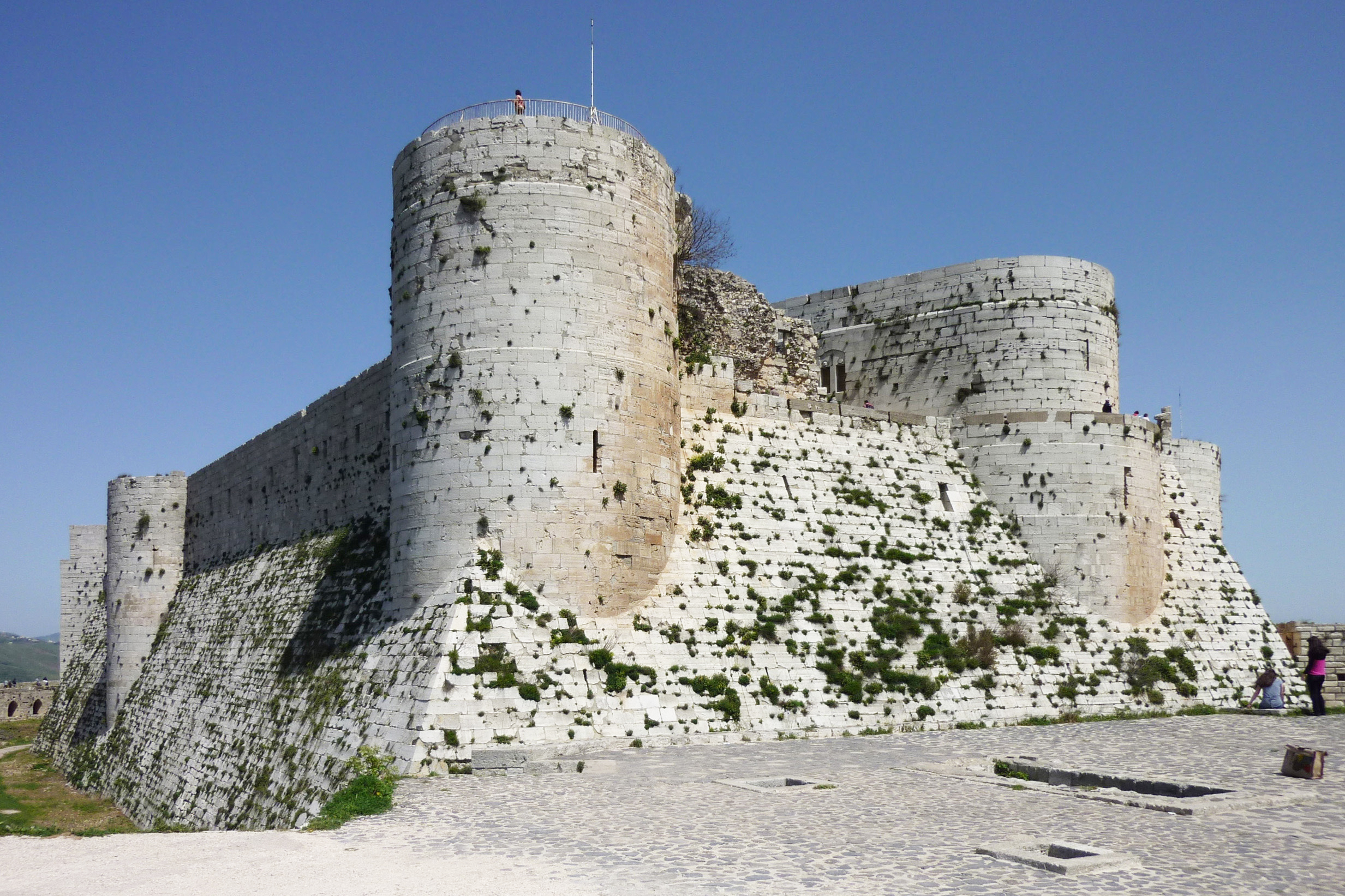
Krak des Chevaliers: południowa ściana wewnętrznego kręgu ze stromym przedstokiem

Przedstok, znany też jako talus, został zastosowany w średniowiecznych fortyfikacjach do przeciwdziałania podkopom pod mury i utrudniania ataków z użyciem maszyn oblężniczych; pociski rykoszetowały od stoku, spadając na atakujących.
Pod koniec średniowiecza, w związku z rozwojem artylerii, systemy obronne niektórych zamków były modyfikowane. Przed kurtynami i bastionami budowano ziemno-kamienne stoki, aby pochłaniały impet uderzenia pocisków lub wręcz odbijały je. Wieże zostały zmniejszone do wysokości murów, i przekształcone w platformy dla dział.

## Wczesnonowożytne fortyfikacje europejskie

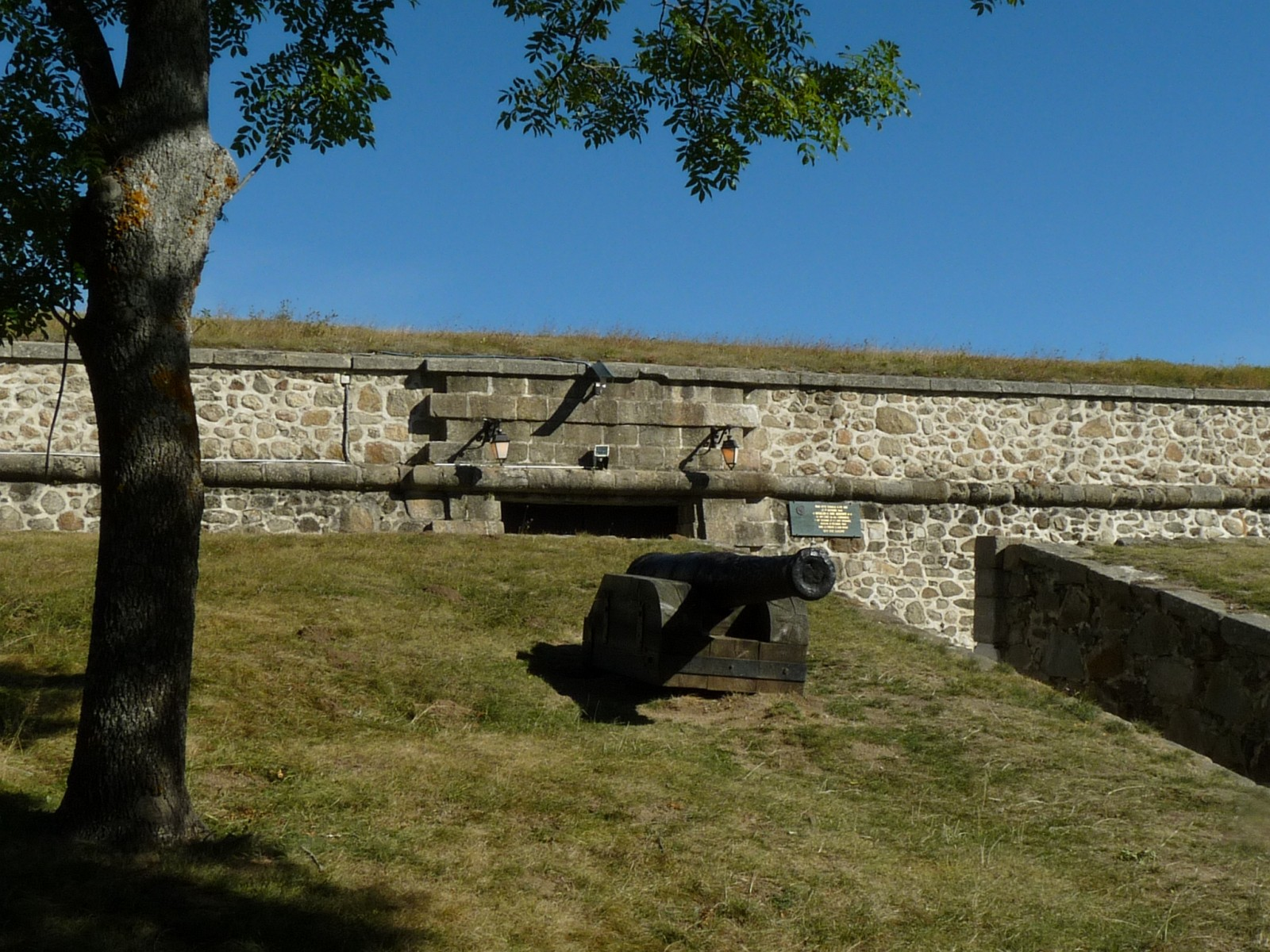
Przedstok w fortecy Mont-Louis, Pireneje Wschodnie, Francja

Wczesnonowożytne fortece europejskie zostały tak zbudowane, aby utrzymać potencjalnego napastnika pod ostrzałem obrońców do ostatniej możliwej chwili. Na naturalnym, równinnym terenie oddziały atakujące jakąkolwiek wysoką fortyfikację, gdy były już blisko murów miały większą możliwość uchronienia się przed ogniem obrońców, będąc w tzw. martwym polu; przedstok składał się ze zbocza o niskim stopniu nachylenia w kierunku wierzchołka murów. Dało to obrońcom bezpośrednią linię widoczności na siły uderzeniowe, pozwalając skutecznie omiatać pole ogniem z parapetów. Ponadto brzeg ziemi osłaniał mury przed bezpośrednim uderzeniem ognia armatniego.
Chociaż obrońcy na wzniesionym terenie mieli już bezpośredni widok na linię obrony, przedstok pozwalał, aby pole ostrzału było bardziej efektywnie ostrzeliwane poprzez obrońców. Co więcej, przedstok uniemożliwiał działom sił atakujących na bezpośrednie uderzenie w mury fortecy, gdyż zwykle nie mogli ich zobaczyć, dopóki nie przekroczyli przedstoku i fosy, ograniczonej po obu stronach gładką, kamieniowaną skarpą i przeciwskarpą.